# NGC 3252
NGC 3252 је спирална галаксија у сазвежђу Змај која се налази на NGC листи објеката дубоког неба.
Деклинација објекта је + 73° 45' 50" а ректасцензија 10h 34m 22,3s. Привидна величина (магнитуда) објекта NGC 3252 износи 13,5 а фотографска магнитуда 14,1. Налази се на удаљености од 20,8000 милиона парсека од Сунца. NGC 3252 је још познат и под ознакама UGC 5732, MCG 12-10-49, CGCG 333-39, IRAS 10303+7401, near SAO 7161, PGC 31278.